# Liste des députés de la préfecture de Miyagi
Cette page liste les membres de la Chambre des représentants du Japon élus dans les circonscriptions de la préfecture de Miyagi.

## 41elégislature(1996-2000)
Au cours de la 41e législature, les députés de la préfecture de Miyagi furent les suivants :
| Circonscription | Député | Député                | Parti politique | Mandat    |
| --------------- | ------ | --------------------- | --------------- | --------- |
| 1re             |        | Kazuo Aichi (ja)      | Shinshintō      |           |
| 2e              |        | Masashi Nakano (ja)   | PLD             |           |
| 3e              |        | Hiroshi Mitsuzuka     | PLD             |           |
| 4e              |        | Sōichirō Itō (ja)     | PLD             |           |
| 5e              |        | Jun Azumi             | PDJ             |           |
| 6e              |        | Fukujirō Kikuchi (ja) | PLD             | 1996-1997 |
| 6e              |        | Itsunori Onodera      | PLD             | 1997-2000 |
| 6e              |        | Masamitsu Ōishi (ja)  | PDJ             | 2000      |

## 42elégislature(2000-2003)
Au cours de la 42e législature, les députés de la préfecture de Miyagi furent les suivants :
| Circonscription | Député | Député               | Parti politique | Mandat    |
| --------------- | ------ | -------------------- | --------------- | --------- |
| 1re             |        | Azuma Konno (ja)     | PDJ             |           |
| 2e              |        | Sayuri Kamata        | PDJ             |           |
| 3e              |        | Hiroshi Mitsuzuka    | PLD             |           |
| 4e              |        | Sōichirō Itō (ja)    | PLD             | 2000-2001 |
| 4e              |        | Shintarō Itō (ja)    | PLD             | 2001-2003 |
| 5e              |        | Jun Azumi            | PDJ             |           |
| 6e              |        | Masamitsu Ōishi (ja) | PDJ             |           |

## 43elégislature(2003-2005)
Au cours de la 43e législature, les députés de la préfecture de Miyagi furent les suivants :
| Circonscription | Député | Député            | Parti politique | Mandat    |
| --------------- | ------ | ----------------- | --------------- | --------- |
| 1re             |        | Azuma Konno (ja)  | PDJ             |           |
| 2e              |        | Sayuri Kamata     | PDJ             | 2003-2005 |
| 2e              |        | Ken'ya Akiba      | PLD             | 2005      |
| 3e              |        | Akihiro Nishimura | PLD             |           |
| 4e              |        | Shintarō Itō (ja) | PLD             |           |
| 5e              |        | Jun Azumi         | PDJ             |           |
| 6e              |        | Itsunori Onodera  | PLD             |           |

## 44elégislature(2005-2009)
Au cours de la 44e législature, les députés de la préfecture de Miyagi furent les suivants :
| Circonscription | Député | Député            | Parti politique |
| --------------- | ------ | ----------------- | --------------- |
| 1re             |        | Tōru Doi (ja)     | PLD             |
| 2e              |        | Ken'ya Akiba      | PLD             |
| 3e              |        | Akihiro Nishimura | PLD             |
| 4e              |        | Shintarō Itō (ja) | PLD             |
| 5e              |        | Jun Azumi         | PDJ             |
| 6e              |        | Itsunori Onodera  | PLD             |

## 45elégislature(2009-2012)
Au cours de la 45e législature, les députés de la préfecture de Miyagi furent les suivants :
| Circonscription | Député | Député                  | Parti politique |
| --------------- | ------ | ----------------------- | --------------- |
| 1re             |        | Kazuko Kōri             | PDJ             |
| 2e              |        | Yasunori Saitō (ja)     | PDJ             |
| 3e              |        | Kiyohito Hashimoto (ja) | PDJ             |
| 4e              |        | Keiki Ishiyama (ja)     | PDJ             |
| 5e              |        | Jun Azumi               | PDJ             |
| 6e              |        | Itsunori Onodera        | PLD             |

## 46elégislature(2012-2014)
Au cours de la 46e législature, les députés de la préfecture de Miyagi furent les suivants :
| Circonscription | Député | Député            | Parti politique |
| --------------- | ------ | ----------------- | --------------- |
| 1re             |        | Tōru Doi (ja)     | PLD             |
| 2e              |        | Ken'ya Akiba      | PLD             |
| 3e              |        | Akihiro Nishimura | PLD             |
| 4e              |        | Shintarō Itō (ja) | PLD             |
| 5e              |        | Jun Azumi         | PDJ             |
| 6e              |        | Itsunori Onodera  | PLD             |

## 47elégislature(2014-2017)
Au cours de la 47e législature, les députés de la préfecture de Miyagi furent les suivants :
| Circonscription | Député | Député            | Parti politique |
| --------------- | ------ | ----------------- | --------------- |
| 1re             |        | Tōru Doi (ja)     | PLD             |
| 2e              |        | Ken'ya Akiba      | PLD             |
| 3e              |        | Akihiro Nishimura | PLD             |
| 4e              |        | Shintarō Itō (ja) | PLD             |
| 5e              |        | Jun Azumi         | PDJ             |
| 6e              |        | Itsunori Onodera  | PLD             |

## 48elégislature(2017-2021)
Au cours de la 48e législature, les députés de la préfecture de Miyagi furent les suivants :
| Circonscription | Député | Député            | Parti politique |
| --------------- | ------ | ----------------- | --------------- |
| 1re             |        | Tōru Doi (ja)     | PLD             |
| 2e              |        | Ken'ya Akiba      | PLD             |
| 3e              |        | Akihiro Nishimura | PLD             |
| 4e              |        | Shintarō Itō (ja) | PLD             |
| 5e              |        | Jun Azumi         | SE              |
| 6e              |        | Itsunori Onodera  | PLD             |

## 49elégislature(2021-2024)
Au cours de la 49e législature, les députés de la préfecture de Miyagi furent les suivants :
| Circonscription | Député | Député            | Parti politique |
| --------------- | ------ | ----------------- | --------------- |
| 1re             |        | Tōru Doi (ja)     | PLD             |
| 2e              |        | Sayuri Kamata     | PDC             |
| 3e              |        | Akihiro Nishimura | PLD             |
| 4e              |        | Shintarō Itō (ja) | PLD             |
| 5e              |        | Jun Azumi         | PDC             |
| 6e              |        | Itsunori Onodera  | PLD             |

## 50elégislature(depuis 2024)
Au cours de la 50e législature, les députés de la préfecture de Miyagi sont les suivants :
| Circonscription | Député | Député                   | Parti politique |
| --------------- | ------ | ------------------------ | --------------- |
| 1re             |        | Akiko Okamoto            | PDC             |
| 2e              |        | Sayuri Kamata            | PDC             |
| 3e              |        | Tsuyoshi Yanagisawa (ja) | PDC             |
| 4e              |        | Jun Azumi                | PDC             |
| 5e              |        | Itsunori Onodera         | PLD             |